# John Ellard Gore
John Ellard Gore (1 de junio de 1845 - 18 de julio de 1910) fue un astrónomo aficionado irlandés, escritor prolífico y miembro fundador de la Asociación Astronómica Británica. Estuvo principalmente interesado en las estrellas variables, siendo el descubridor de muchas de ellas, como W Cygni en 1884, U Orionis en 1885, e independientemente de su descubrimiento oficial, de la nova GK Persei.

## Primeros años
Gore nació en 1845 en Athlone (Condado de Westmeath). Era el hijo mayor del Venerable John Ribton Gore y de Frances Brabazon Ellard. Tenía tres hermanos y una hermana. Su familia descendía de Sir Paul Gore, 1er Baronet, y el bisabuelo de John era Sir Arthur Gore, 1er Baronet. Estudió en el Trinity College y se diplomó en Ingeniería Civil en 1865.

## Carrera profesional
Trabajó como ingeniero del ferrocarril en Irlanda durante dos años, antes de ser nombrado ingeniero ayudante en el Departamento de Trabajos Públicos en el proyecto del Canal de Sirhind en la India. En 1877 regresó a Irlanda, y estuvo dos años vacante, en los que vivió en Ballysadare (Condado de Sligo) con su padre. En 1879 se retiró con una pensión después de once años de servicio, y después de la muerte de su padre en 1894, se trasladó a Dublín, donde pasó el resto de su vida dedicado a la astronomía.

## Astronomía
Gore no tuvo una instrucción formal en astronomía, y había empezado a estudiar el cielo mientras trabajaba en la India. Mientras estuvo allí, confió primero en su buena vista, luego en unos prismáticos, y por último utilizó un telescopio de tres pulgadas y otro de diez centímetros con montura ecuatorial. Su primer libro, "Southern Stellar Objects for Small Telescopes" (Objetos Estelares del Sur para Pequeños Telescopios) se publicó en la India en 1877.
Tras su regreso a Irlanda en 1877, empezó a utilizar un telescopio de tres pulgadas y prismáticos. Instaló un primer observatorio en Sligo, y más tarde lo trasladó al n° 3 de la calle Nortumberland de Dublín. Su mayor contribución fueron sus estudios de estrellas dobles y variables, sobre las que publicó distintos catálogos.
Murió a consecuencia de un accidente en la calle el 18 de julio de 1910 en Dublín.

## Eponimia
- El cráter lunar Gore lleva este nombre en su memoria.[13]